# Cylichna linearis
Cylichna linearis är en snäckart som beskrevs av John Gwyn Jeffreys 1867. Cylichna linearis ingår i släktet Cylichna och familjen Cylichnidae. Inga underarter finns listade i Catalogue of Life.